# كركو
 كركو  بالفارسية (گرگو) قرية صغيرة تـتبع بلدة جناح (بالفارسية: بخش جناح ) من توابع مدينة بستك وتقع في محافظة هرمزگان في جنوب غرب إيران. إحدى قرى « إقليم فرامرزان».

## حدود قرية كركو
حدود قرية كركو: من الشمال باي تاوه، ومن الجنوب نهر مهران، من الغرب قرية كزه ومن الشرق تنتهي بت جبل.

## السكان
يبلغ عدد سكان هذه القرية حسب تعداد السكان لعام 2006 للميلاد، (46) نسمة تشكل (4) عائلة، من أهل السنة والجماعة وعلى المذهب الشافعي. يتكلمون الفارسية باللهجة المحلية. لهم مسجد، بعض البرك لحفظ مياه الأمطار إذا سالة الأودية. وحوالي نخلة مثمرة.

## وصلات خارجية
- التقسيمات الادارية لمحافظة هرمزگان